# Italiana (Pietra Montecorvino)
Italiana è il quarto album della cantante italiana Pietra Montecorvino, pubblicato dall'etichetta discografica Malamusik Records nel 2009.

## Descrizione
È un album di genere world music, contaminato con il folk rock di stampo più tradizionale; è interamente composto da rivisitazioni di brani napoletani.

## Tracce
1. Guarda che Luna – 2:27
2. La Notte – 3:15
3. Anche per Te – 3:00
4. Canzone per Te – 3:01
5. Amara Terra Mia – 2:52
6. Il Cielo in una Stanza – 2:38
7. Noi fra le stelle – 2:43
8. Estate – 3:00
9. Mi sono innamorato di Te – 2:52
10. Io vorrei non vorrei ma se vuoi – 3:10
11. Amante italiana – 3:38
12. Tu non mi manchi – 3:10